# 連邦食品・医薬品・化粧品法
連邦食品・医薬品・化粧品法（れんぽうしょくひんいやくひんけしょうひんほう、英語: Federal Food, Drug, and Cosmetic Act、略称: FFDCA、FDCA、FD&C）は、アメリカ食品医薬品局（FDA）に、食の安全性、薬品、化粧品に関する権限を与える法律である。1938年にアメリカ合衆国議会で可決された。この法律の主な著者はニューヨークから上院議員に三選したRoyal S. Copelandである。1968年には、電子製品からの放射線の管理条項が追加された。またこの年にFDAは、米国科学アカデミーによるFD&C法以前の市販医薬品の有効性についての勧告を組み込むために薬効再評価通知（DESI）を作成した。この法律は何度も改正されており、最近ではバイオテロに関する条項の準備が要求されている。

## 背景
1937年、アメリカのテネシー州のS・E・マッセンギル社 (S. E. Massengill Company) が抗菌剤シロップとして「エリキシール・スルファニルアミド」を市販した際、この薬品に賦形剤として添加されていた腎毒性のあるジエチレングリコールによる中毒が発生、児童を中心に100名以上が死亡した。この事件の影響を受け、連邦純正食品・薬品法（1906年）が改正され本法律が成立した。

## 内容
FD&C法は21の章からなる。
第I章. 簡略標題
第II章. 定義
- 201(f) チューインガムを明確に含む食品の定義
- 201(g) 薬品の定義
- 201(h) 医療機器の定義
- 201(s) 食品添加物の定義
- 201(ff) ダイエタリー・サプリメントの定義

第III章. 禁止行為および刑罰
このセクションでは民法と刑法の両方の条項が含まれている。法の下ではほとんどの違反は民事であるが、繰り返しまたは意図的、詐欺的なものは刑事としてカバーしている。FD&C法のすべての違反が通商条項のために州際通商を要求するが、これは、生産物以外の希少製品は法律の範囲外であるとしばしば拡大解釈されている。
特に、FD&C法はDotterweichとParkの合衆国最高裁において厳格責任を使用している。これらは刑法が適用された希少な例である。
第IV章. 食品
第V章. 医薬品および医療機器
A章. 医薬品および医療機器
B章. 希少疾病、または状態に対する医薬品
C章. 電子的製品の放射性管理
D章. 治療情報の流布
E章. 医薬品、および医療機器に関する一般的規定
F章. 動物用新医薬品の少量使用、および小型動物種への使用
- 505 薬品承認プロセスの記述
- 510(k) クラスII医療機器 clearanceの許可
- 515 クラスIII機器認可プロセス

第VI章. 化粧品
第VII章. 一般的権限
A章. 一般的行政規定
B章. 色素
C章. 料金
D章. 情報、および教育
E章. 環境インパクトの審査
F章. 非処方箋医薬品の国内的統一、および化粧品の表示、または包装の優先買取権
G章. 安全性報告
I章. FDAのためのレーガン - ユードール基金
第VIII章. 輸入および輸出
第IX章. 雑則

## 歴史
アメリカでは1962年に、医薬品の承認において、適切で十分に制御された2回の試験にて有効性を示すことが必要となった（ただし1997年のFood and Drug Administration Modernization Act（英語）により、死亡など重篤な状態に対しては1回でよいと改定された）背景にサリドマイドの事件があり、この法律が改正されたということである。